# Мансуров, Павел Борисович
Павел Борисович Мансуров (8 июня 1860, Санкт-Петербург — 1932, Москва) — директор Московского главного архива Министерства иностранных дел Российской империи, камергер (1911), статский советник.

## Биография
Родился в семье сенатора Б. П. Мансурова.
Окончил историко-филологический факультет Московского университета (1883).
Помощник секретаря (1885), второй (1898) и первый (1903) секретарь Российского посольства в Константинополе, первый секретарь Российской миссии в Белграде (1899).
Чиновник особых поручений Министерства иностранных дел, камер-юнкер, член Предсоборного присутствия и Тамбовского Серафимовского Союза русских людей (1905).
Председатель церковного отдела на II Всероссийском съезде русских людей (1906), член-учредитель Кружка ищущих христианского просвещения (1907), товарищ председателя совета и секретарь Братства святителей Московских (1909), член Общества ревнителей сближения Англиканской Церкви с Православною и Маршанского уездного училищного совета, глава миротворческой миссии МИД на Афон (1913).
Директор Московского главного архива МИД (1915), член Попечительства о бедных Арбатской части Москвы.
В 1917 году работал в II, III, VIII и IX отделах Предсоборного совета, член Поместного Собора Православной Российской Церкви, член Религиозно-просветительного совещания при Соборном совете, заместитель председателя II, член I, III, X, XI, XIX, XXIII отделов Собора.
С 1918 года секретарь общины Троице-Сергиевой лавры, член Комиссии по охране памятников искусства и старины. В 1919 году публично выступал против закрытия Лавры, затем скрывался от ареста. В 1922 году вернулся в Сергиев Посад, жил на иждивении сына. В 1926 году за «участие в церковно-монархической группировке» выслан в Новгород. С 1929 года жил в Москве.
Скончался в результате дорожно-транспортного происшествия, похоронен на кладбище Скорбященского монастыря в Москве (не сохранилось).

## Семья
Обвенчан с Софией Васильевной Безобразовой; в 1890 году родился сын Сергей — священник Русской православной церкви, историк церкви.
В 1904 году овдовел.

## Сочинения
- Донесение К. П. Победоносцеву // РГИА. Ф. 1574. Оп. 2. Д. 55.
- Письма к Ф. Д. Самарину // НИОР РГБ. Ф. 256. К. 193. Ед. хр. 12.
- Заметки по истории Тамбовского Союза русских людей // ГАРФ. Ф. 990. Оп. 2. Д. 473.
- Очерки с православного Востока // Богословский вестник. 1904. № 7-8, 12; 1905. № 1.
- Речи // Журналы и протоколы заседаний высочайше учрежденного Предсоборного присутствия (1906 г.). Т. 1-4. СПб., 1906—1907; М., 2014 (им. указ).
- Константинопольская церковь. Очерк основных начал строя её в XIX в. Ч. 1. М., 1909.
- Тамбовскому губернскому дворянскому собранию доклад // Вестник кружка дворян. 1909. № 4.
- Об уездных епископах // Сб. Съезда русских людей в Москве. М., 1910.
- Доклад о книге классного чтения «Мир в рассказах для детей» В. и Э. Вахтеровых. М., 1911.
- К охране христианского характера народной школы. М., 1912.
- Церковное возрождение в Англии; Церковный собор и епископы — его члены // Голос Церкви. 1912. № 1, 4.
- Из общественной жизни. Английский епископ Георгий П. Блайф. Некролог // Богословский вестник. 1915. № 3.
- Феодору Дмитриевичу Самарину от друзей // Богословский вестник. 1916. № 10/12.
- The Russian Church in 1915. London, 1916.
- Донесения С. Д. Сазонову // Богословские труды. 2004. Т. 39. С. 134—150.